# Beserovina
Beserovina (Servisch cyrillisch Бесеровина) is een plaats in de Servische gemeente Bajina Bašta. De plaats telt 213 inwoners (2002).